# Rhadinella stadelmani
Rhadinella stadelmani — вид змій родини полозових (Colubridae). Ендемік Гватемали.

## Поширення і екологія
Rhadinella stadelmani мешкають в горах Сьєрра-де-лос-Кучуматанес і Монтаньяс-де-Куїлькою. Вони живуть в гірських сосново-дубових і соснових лісах. Зустрічаються на висоті від 1600 до 2840 м над рівнем моря.

## Збереження
МСОП класифікує цей вид як такий, що перебуває під загрозою зникнення. Rhadinella stadelmani може загрожувати знищення природного середовищ.